# Багаев, Иван Степанович
Ива́н Степа́нович Бага́ев (5 июля 1906, Москва — февраль 1992, там же) — советский боксёр полусредней весовой категории, выступал на всесоюзном уровне в 1920-х — 1930-х годах. Чемпион Всесоюзной спартакиады, призёр многих турниров и матчевых встреч. На соревнованиях представлял команду «Красная Пресня», заслуженный мастер спорта. Также известен как тренер и преподаватель МВТУ им. Баумана. Участник Великой Отечественной войны.

## Биография
Родился 5 июля 1906 года в Москве. Рос в многодетной семье, был старшим ребёнком из шести детей.
С юных лет увлёкся спортом, играл в футбольной команде, стал чемпионом Москвы и РСФСР по гребле на байдарке-двойке. Активно заниматься боксом начал в столичном клубе «Красная Пресня» под руководством тренера Вячеслава Самойлова. Как боксёр наибольшего успеха добился в 1928 году, когда в полусредней весовой категории одержал победу на Всесоюзной спартакиаде в Москве. Одновременно со спортивной карьерой работал на административных должностях, был членом президиума Федерации бокса Москвы, председателем судейской коллегии добровольного спортивного общества «Буревестник». В 1934 году окончил Высшую школу тренеров при ГЦОЛИФК.
Во время Великой Отечественной войны ушёл добровольцем на фронт, участвовал в обороне Москвы, Тулы, в боях под Смоленском. В составе 50-й армии генерала Ивана Болдина форсировал Днепр. Войну закончил в Кенигсберге, затем был передислоцирован на восток, где принял участие в войне с Японией. В ноябре 1945 года демобилизовался, впоследствии награждён орденом Отечественной войны II степени.
В послевоенные годы Багаев добился немалого успеха как тренер по боксу, в частности, в разное время его учениками были многократный чемпион СССР Николай Королёв, чемпион Европы и серебряный призёр Олимпийских игр Виликтон Баранников, победители и многократные призёры первенств страны Александр Дугаров и Борис Зориктуев. Более 50 лет проработал на кафедре физического воспитания МВТУ им. Баумана, имеет звания заслуженного мастера спорта СССР (1948), заслуженного тренера СССР (1957), заслуженного работника физической культуры РСФСР, награждён орденом Трудового Красного Знамени (1980). Помимо этого, был судьёй всесоюзной категории и международным судьёй АИБА.
Умер в феврале 1992 года.